# Lago dos Quatro Cantões
O Lago dos Quatro Cantões (alemão: Vierwaldstättersee, lit. "Lago dos Quatro Cantões Florestais", italiano Lago dei Quattro Cantoni / Lago di Lucerna, romanche Lag Lucerna), também conhecido como Lago Lucerna, é um lago de tipo fiorde da Suíça central.
Ele tem 38 km de comprimento, situa-se a 433 metros acima do nível do mar, tem 113,6 km² e atinge uma profundidade máxima de 214 metros. Grande parte de suas margens elevam-se abruptamente em montanhas de até 1500 m acima do lago, resultando em muitos panoramas pitorescos, incluindo os do Monte Rigi e Monte Pilatus.

## Quatro Cantões
Seu nome origina-se do encontro dos quatro cantões originais da Suíça (Waldstätte): Uri, Schwyz, Unterwalden (que hoje é dividido nos cantões de  Obwald e Nidwald) e Lucerna.

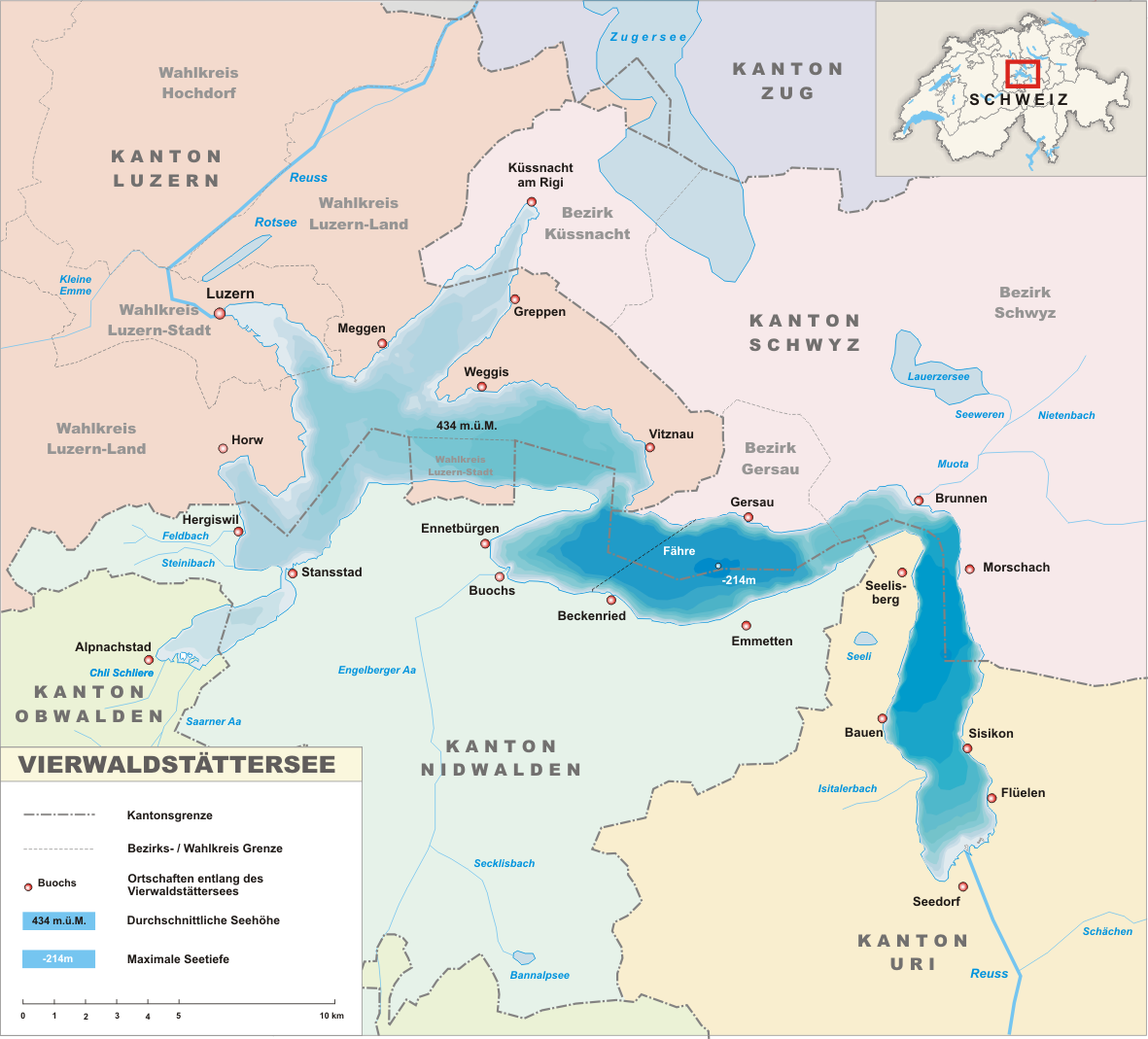
Mapa do Lago dos Quatro Cantões

Muitas das mais antigas comunas da Suíça localizam-se às margens do lago, incluindo Küssnacht, Weggis, Vitznau, Gersau, Brunnen, Altdorf, Buochs e Treib. Além isso, a pradaria do Rütli, sítio tradicional de fundação da Confederação Suíça, situa-se na margem sudeste do lago.
O Rio Reuss entra no lago em Flüelen (no cantão de Uri, na parte chamada Urnersee) e sai em Lucerna. O lago também conta entre seus afluentes com o Muota (em Brunnen), o Engelberger Aa (em Buochs), e o Sarner Aa (em Stansstad).
É possível circunvagar o lago pela estrada, apesar de a rota ser lenta, cheia de curvas e atravessar diversos túneis. Diversos barcos fazem a ligação entre as diferentes cidades do lago, que é uma destinação turística bastante popular tanto para os suíços como para os estrangeiros. Existem diversos hotéis e restaurantes ao longo das margens.
O nível do lago é mantido por uma pioneira barragem de paus no rio Reuss, na cidade de Lucerna.

## Galeria

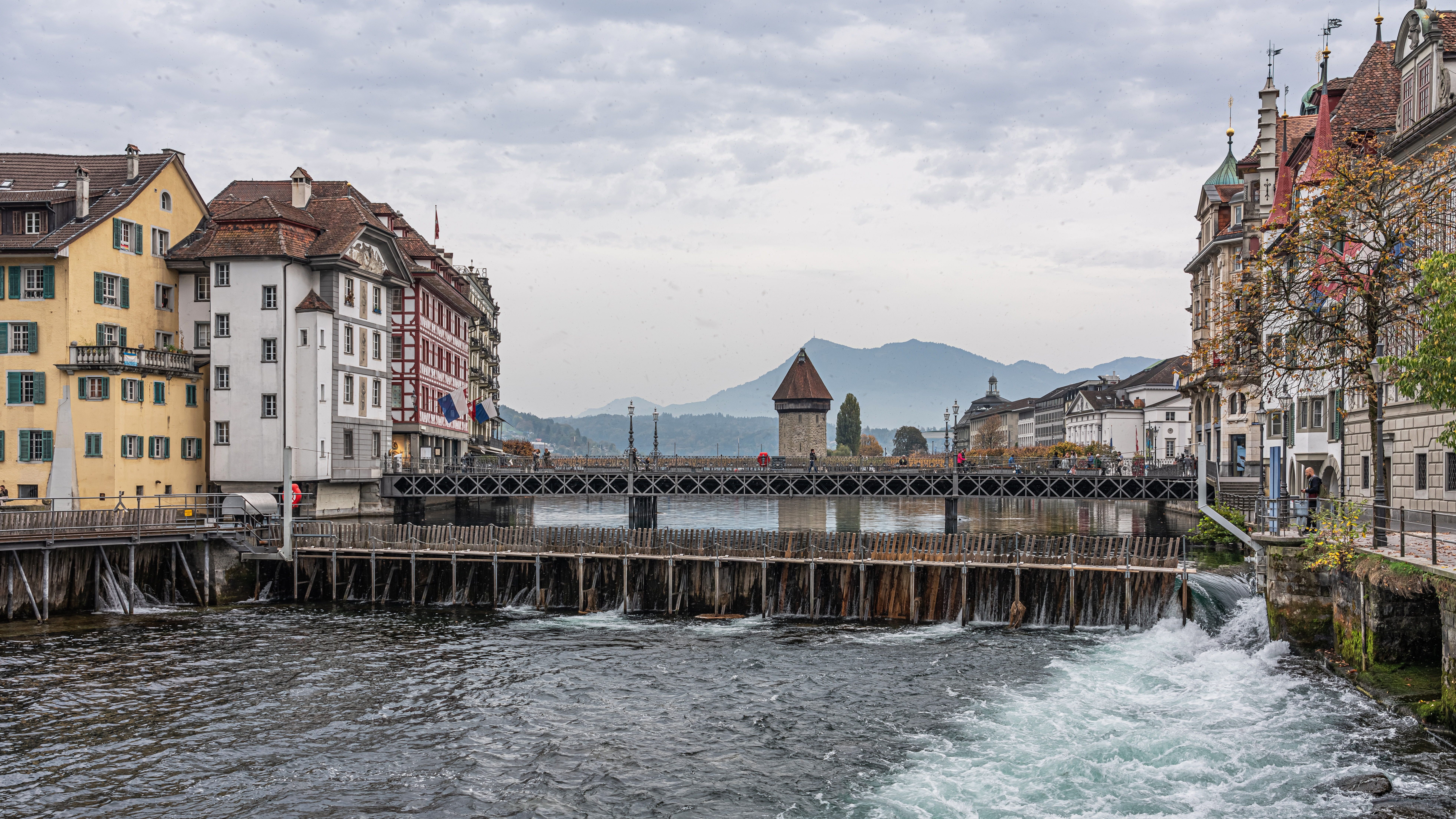
Barragem de madeira no rio Reuss
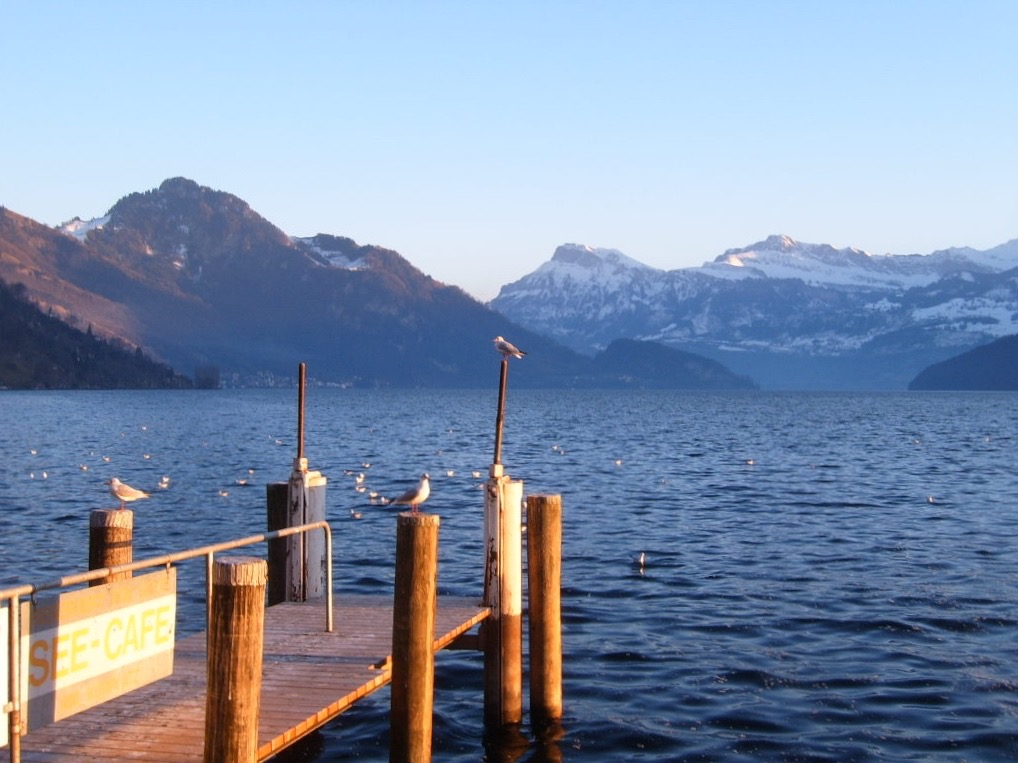
Vista de Weggis
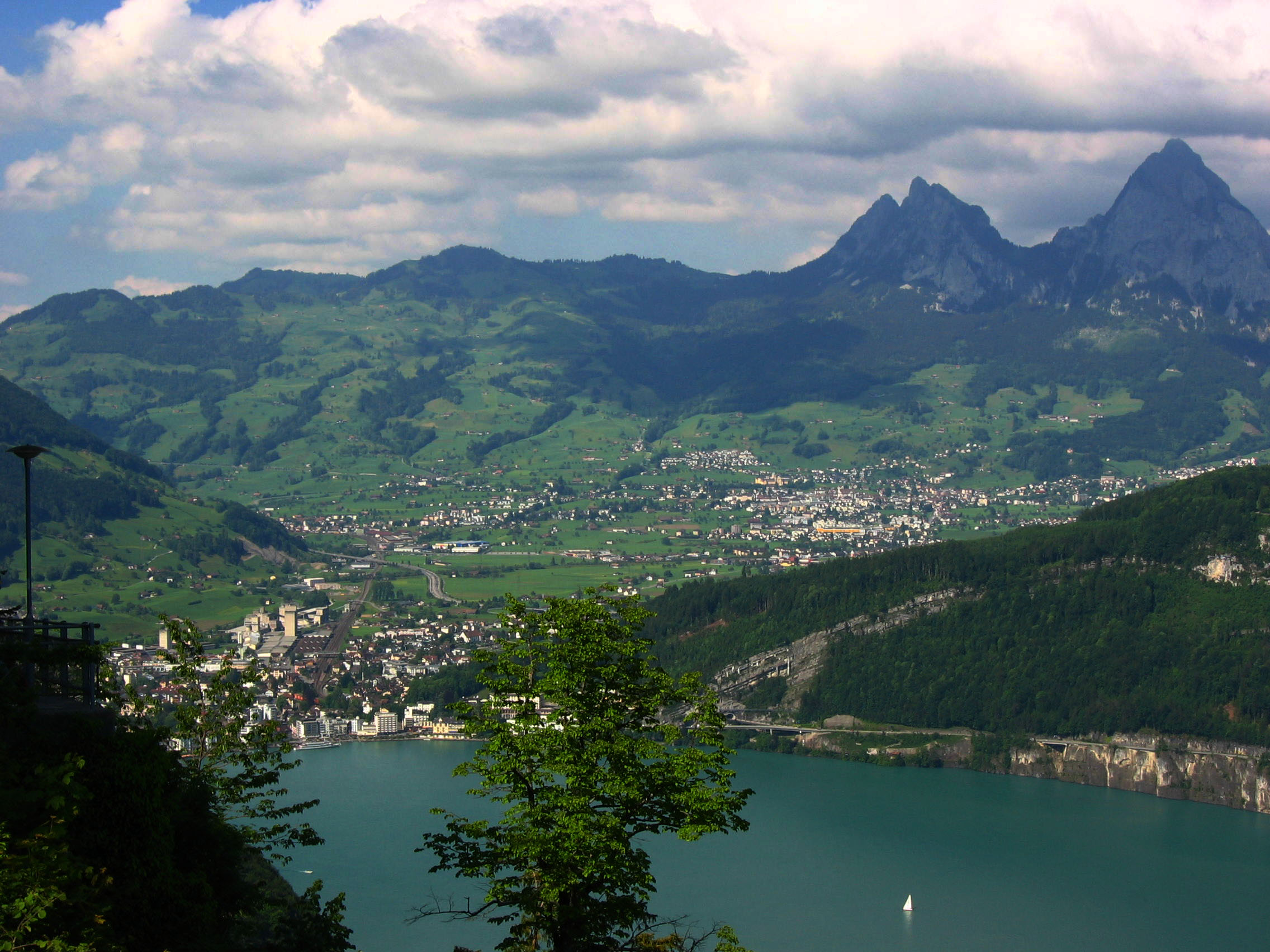
Vista de Seelisberg
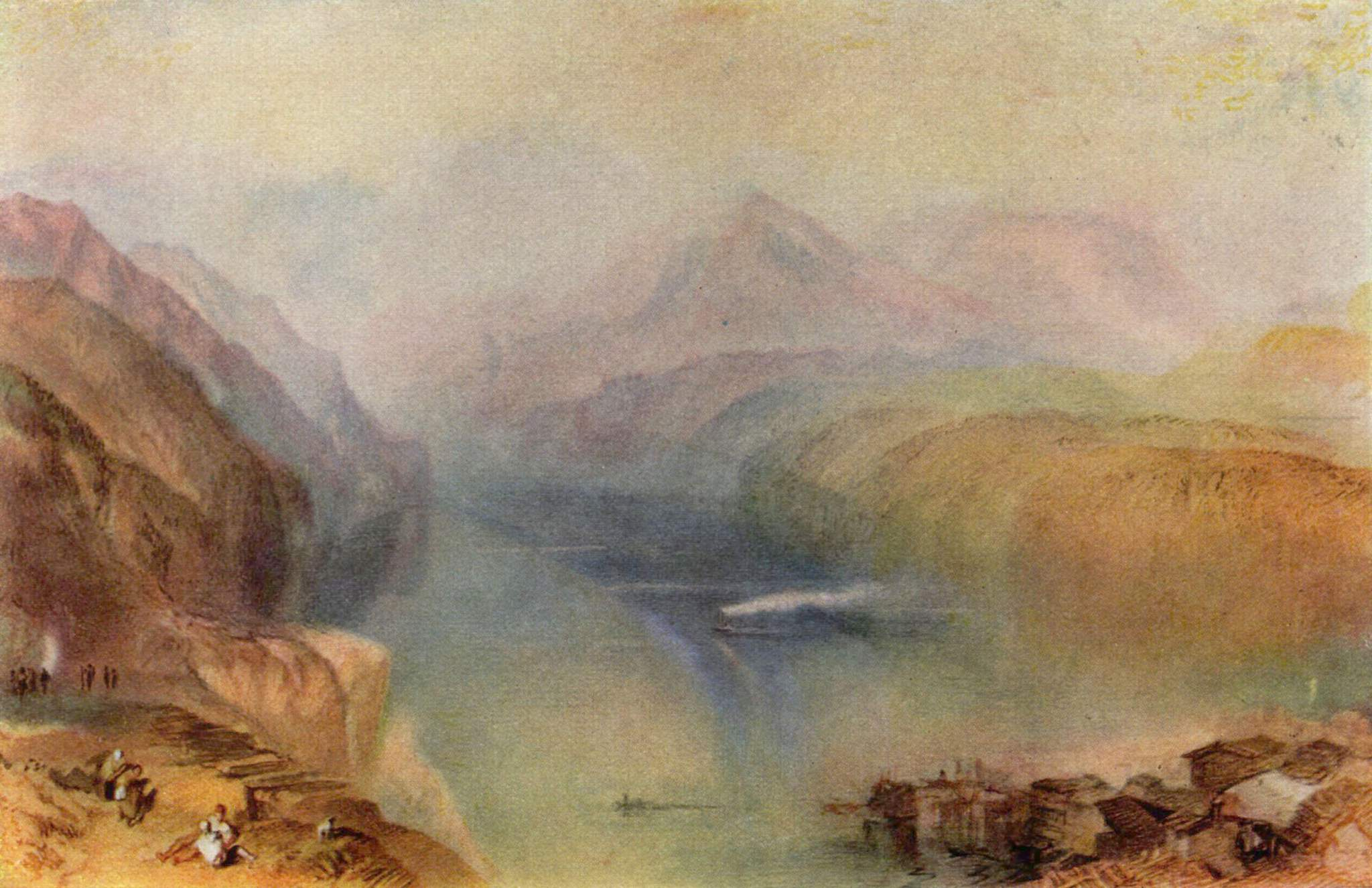
J.M.W. Turner: Lake Lucerne
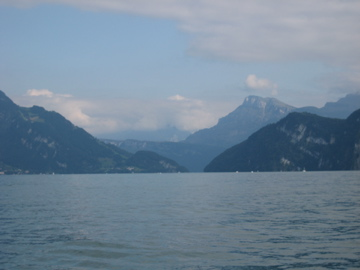
Vista do Vierwaldstättersee
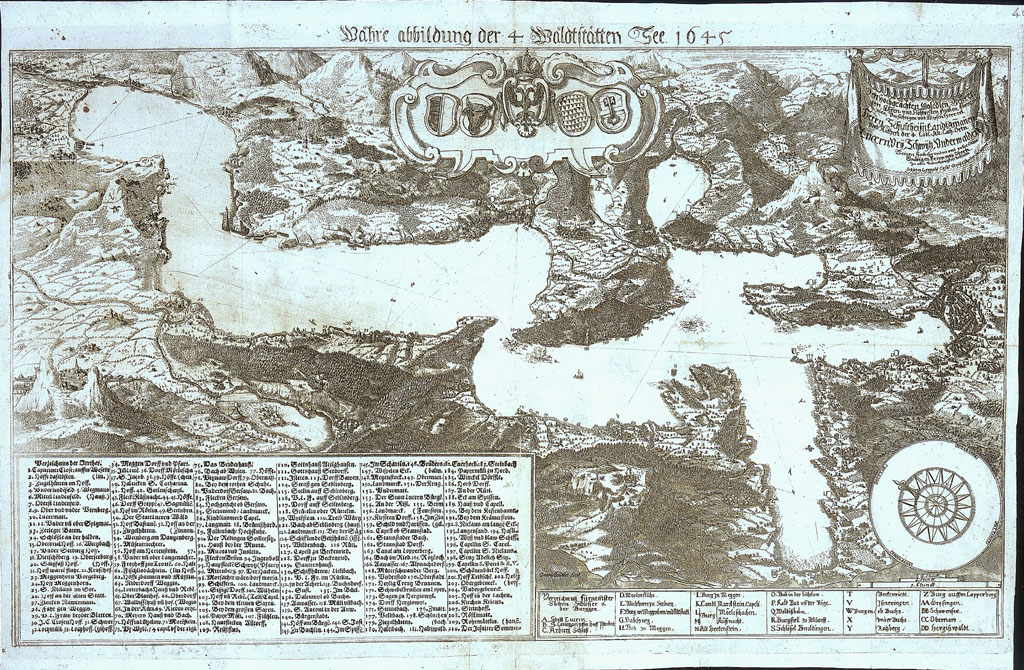
Mapa dos Waldstätten, 1645
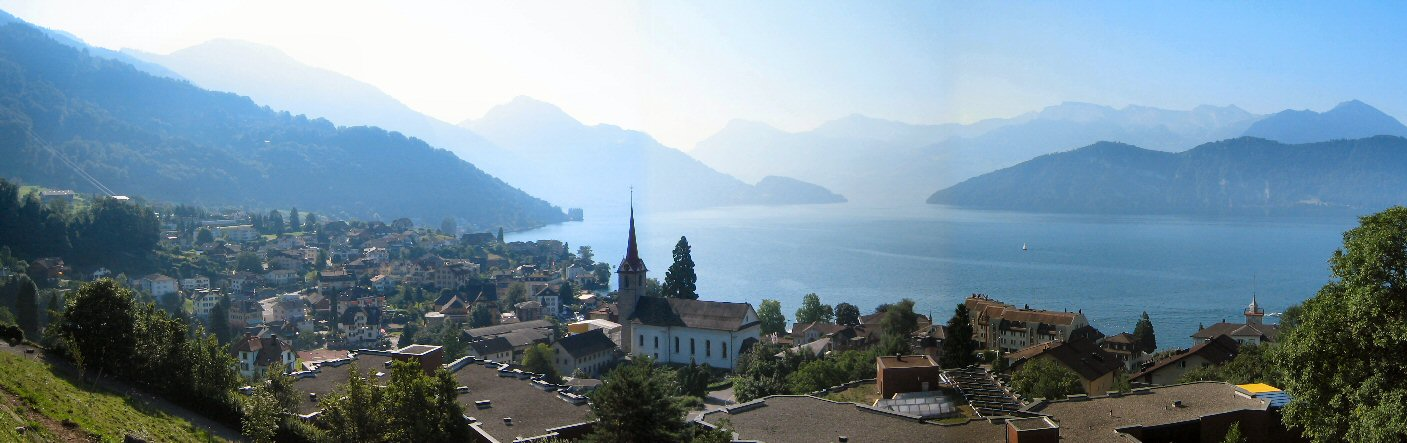
Weggis
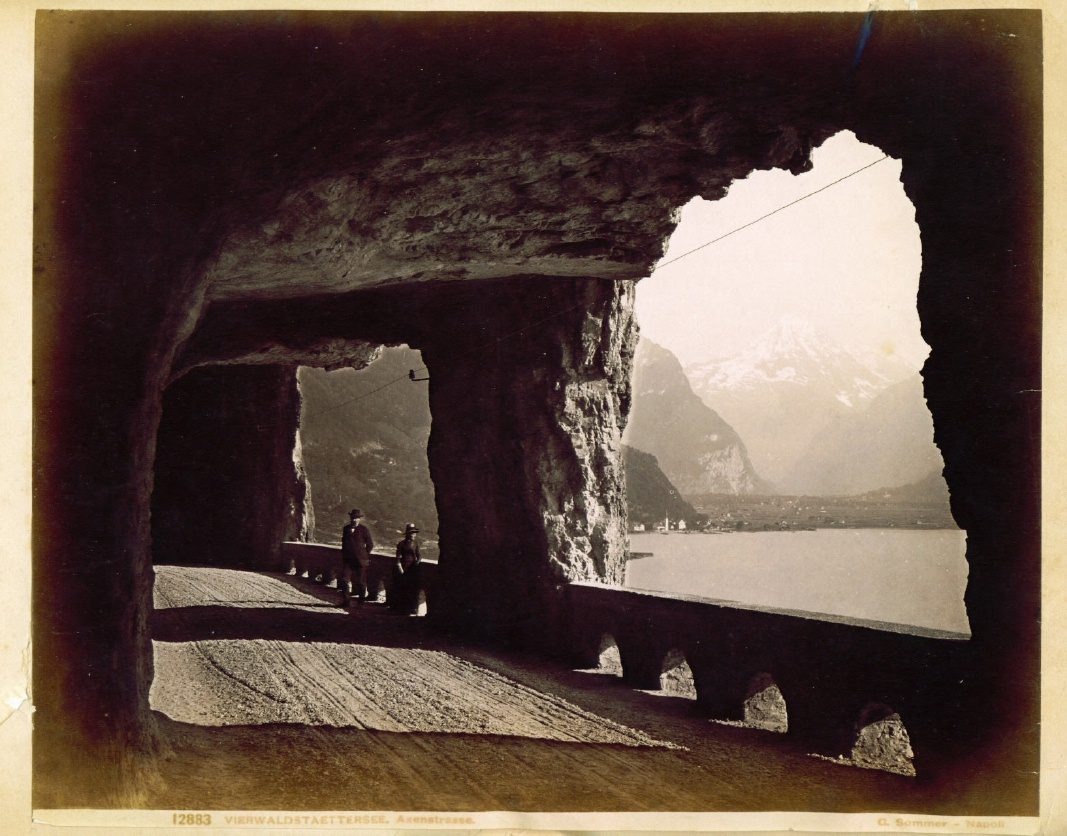
Foto de Giorgio Sommer (1834-1914)

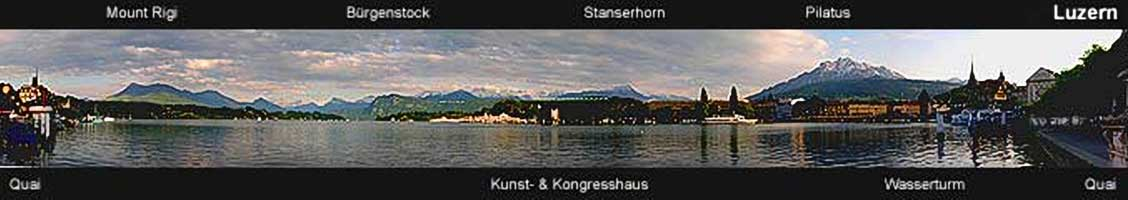
Panorama do lago dos Quatro Cantões da cidade de Lucerna